# Igreja Católica na Eslovênia
A Igreja Católica na EslovêniaPB ou EslovéniaPE faz parte da Igreja Católica Romana, sob a liderança espiritual do Papa em Roma e da Cúria Romana.
Existem cerca de 1.195.000 católicos no país (cerca de 56% da população total conforme o Censo de 2011). O país está dividido em seis dioceses, incluindo duas arquidioceses. A Arquidiocese de Maribor foi elevada a tal nível pelo Papa Bento XVI em 2006. Além disso, o papa criou três novas dioceses: Novo Mesto, Celje e Murska Sobota.
O arcebispo Jean-Marie Speich é o núncio apostólico para Eslovênia, arcebispo titular de Sulci e delegado apostólico para Kosovo.

## História
A Eslovênia durante séculos foi uma terra de tradição religiosa católica, mas apenas na segunda metade do século XX adquiriu identidade própria, distinta de regiões vizinhas. A diocese mais antiga, a de Koper, remonta ao século VI e já foi conjugada à Diocese de Trieste. Já a Diocese de Lavant, que mais tarde recebeu o nome de Diocese de Maribor, foi fundada no século XIII, era sufragânea da Arquidiocese de Salzburgo e, em 1924, da Arquidiocese de Zagreb. A sé de Liubliana foi erigida no século XV. Somente em 1968 foi elevada à arquidiocese, e teve Maribor como sufragânea. Em 1977, a autonomia da diocese de Koper foi restaurada e esta se tornou sufragânea de Liubliana.
Um importante contributo para a identidade da Igreja Católica Eslovena ocorreu em 1991 com a Declaração de Independência do País por meio da Guerra dos Dez Dias. Em 1992, as relações diplomáticas entre o novo estado e a Santa Sé foram oficializadas e, em janeiro de 1993, foi estabelecida a conferência episcopal nacional. Em 2006, o Papa Bento XVI elevou à categoria de arquidiocese metropolitana também a diocese de Maribor e erigiu novas dioceses em Novo Mesto, Celje e Murska Sobota.
Em 2010 um número incomum de pedidos de empréstimos da Arquidiocese de Maribor levou a Santa Sé a enviar um visitador apostólico à Eslovênia, que trouxe à tona uma gestão financeira ineficiente que vinha desde pelo menos o ano de 2003. Em 2007 a questão se tornou objeto de investigações jornalísticas. De acordo com os inspetores ministeriais, a extensão da dívida feita pela Igreja Católica eslovena resultou no maior colapso financeiro da história do país As consequências não demoraram muito a aparecer: em 2011 o arcebispo Franc Kramberger foi forçado a renunciar e, pela mesma razão, em 2013 foram induzidos a renunciar os seu sucessores, Marjan Turnšek, e o arcebispo de Liubliana Anton Stres, primaz da Eslovênia e Presidente da Conferência Episcopal do país, que tinha sido há muito tempo bispo auxiliar de Maribor

## Organização territorial
A Eslovênia é dividida em duas províncias eclesiásticas, cada uma é constituída por uma arquidiocese e duas dioceses sufragâneas.
- Arquidiocese de Liubliana
  - Diocese de Koper
  - Diocese de Novo Mesto
- Arquidiocese de Maribor
  - Diocese de Celje
  - Diocese de Murska Sobota

## Conferência episcopal
A Conferência Episcopal Eslovena (em esloveno:  Slovenska Škofovska Konferenca) foi criada em 19 de fevereiro de 1993, quando o Papa João Paulo II aprovou seus estatutos. Seu atual presidente é o atual arcebispo de Liubliana, Dom Stanislav Zore, O.F.M., desde 13 de março de 2017.

## Nunciatura apostólica
A Eslovênia e a Santa Sé mantêm relações diplomáticas desde 8 de fevereiro de 1992. O atual núncio para o país é Luigi Bianco.